# 泰森多夫
泰森多夫是德国巴伐利亚州的一个市镇。总面积86.77平方公里，总人口9216人，其中男性4612人，女性4604人（2011年12月31日），人口密度106人/平方公里。